# Conegliano
Conegliano (Coneàn in veneto locale, Conejàn in dialetto trevigiano, Conegiàn in dialetto veneziano, spesso impropriamente indicato come Conegliano Veneto) è un comune italiano di 34 675 abitanti della provincia di Treviso in Veneto. È il più popoloso comune della provincia dopo il capoluogo.

## Geografia fisica
Il territorio di Conegliano si trova ai piedi delle colline del Prosecco che precedono le Prealpi Bellunesi, in una posizione intermedia tra la pianura veneto-friulana e le montagne. Si trova quasi a metà strada fra Treviso (alla cui provincia appartiene) e Belluno, entrambe facilmente raggiungibili grazie all'Autostrada A27.

## Storia
La zona, posta a metà strada tra la montagna e la pianura e punto di passaggio per raggiungere il Friuli, fu da sempre un sito strategico. Attorno al X secolo fu eretta una fortezza controllata dai vescovi di Belluno, ma di probabili origini romane. Lo stesso toponimo sembra derivare dal latino cuniculus indicante i passaggi sotterranei del castello oppure prendere origine dal prediale romano Cornelianus, con riferimento alla gens Cornelia.
La forma scritta più antica del toponimo, Colinglane, risale al 1016 e potrebbe risultare dall'accostamento dei termini longobardi/germanici Kuning (re, condottiero) e Lane/Laan (strada, passaggio), modificato per successive metatesi in Colinglane e Coniclano, e potrebbe indicare originariamente la presenza o l'inizio di una Strada Reale o comunque di uso militare il cui nome venne poi esteso all'insediamento posto ai piedi della fortezza. A favore di questa ipotesi si deve considerare lo spostamento delle comunicazioni verso l’area pedemontana avvenuto alla fine dell’impero romano in seguito alla distruzione delle antiche città della pianura (Aquileia, Altino, l’antica Opitergium) e di conseguenza la notevole importanza assunta dalla valle del Piave e dal Cenedese in epoca longobarda per controllare i collegamenti tra Cividale e Pavia, come pure tra la Germania e la pianura padana, testimoniata sia dalla presenza di varie fare (Farra di Soligo, Farra d'Alpago, Farra in Valbelluna), che dalla ricca toponomastica locale di origine germanica (Guizza, Scomigo, Arfanta). Questa ipotesi troverebbe riscontro anche nel nome di Via Regia dato in epoca medievale alla strada Alemagna che collega Conegliano a Dobbiaco.
Conegliano "nacque" però nel XII secolo, quando un gruppo di famiglie nobili si organizzò creando un governo di tipo comunale attorno alla bastia, con la conseguente formazione di un borgo. Il castello di Conegliano rimase sempre il centro del potere, sia civile (con la sede della podesteria) che religioso (con la collegiata di San Leonardo). Le attività artigianali ed agricole furono incentivate dalla fondazione di numerosi monasteri: Santa Maria in Mater Domini (1231), il convento dei Padri Umiliati di San Polo (1316), Sant'Antonio, San Francesco dei Frati Minori (1231), per non parlare degli ospizi e delle congregazioni di laici.
Con il sanguinoso assalto del 1153, Conegliano fu però subito sottomessa al comune di Treviso che ne potenziò le difese, ricostruendo il castello, vista la posizione chiave verso il Friuli con i domini del Patriarcato di Aquileia. La cittadina seguì le sorti della Marca e passò agli Ezzelini e agli Scaligeri, che la munirono di nuove fortificazioni. Anche con la Repubblica di Venezia, a cui Treviso passò nel 1337, e la breve parentesi dei Carraresi (1384-1388) l'opera fu continuata e venne innalzata una cinta muraria che racchiudesse il borgo. I lavori di fortificazione e di ampliamento si protrassero anche nei secoli successivi, nonostante il rovinoso attacco delle truppe del Regno d'Ungheria del 1411. Il paese si abbellì anche di palazzi signorili e istituzionali ma la decadenza si fece sentire già dopo la guerra della Lega di Cambrai.
Nel Settecento il castello, già da tempo in rovina, fu in gran parte demolito per fornire materiale di recupero utile alle nuove costruzioni, tra cui il Palazzo Comunale (1744).
In seguito alla Caduta della Repubblica di Venezia, la città passò a Napoleone e infine agli Austriaci che ne svilupparono l'economia e le infrastrutture. Con la costruzione della Strada Maestra d'Italia e della ferrovia (1858) il centro vitale del paese si spostò più a sud, attorno alla stazione. Nel 1866 passò con tutto il Veneto al Regno d'Italia. 
Nel dicembre del 1883 si stabilì a Conegliano il Cav. Avv. Antonio Aliprandi che era nato a San Polo di Piave. Fu sindaco della città e con Don Vincenzo Botteon fece importanti studi sul pittore Cima da Conegliano.
Nel 1917, dopo la rotta di Caporetto, Conegliano fu occupata dagli Imperi Centrali e subì notevoli danni. La città riuscì successivamente a risollevarsi grazie alle ferventi attività economiche (prodotti caseari, vinicoli, officine meccaniche, filatura e tessitura del cotone, fabbrica di laterizi e mobili di giunco ecc.).

### La comunità ebraica

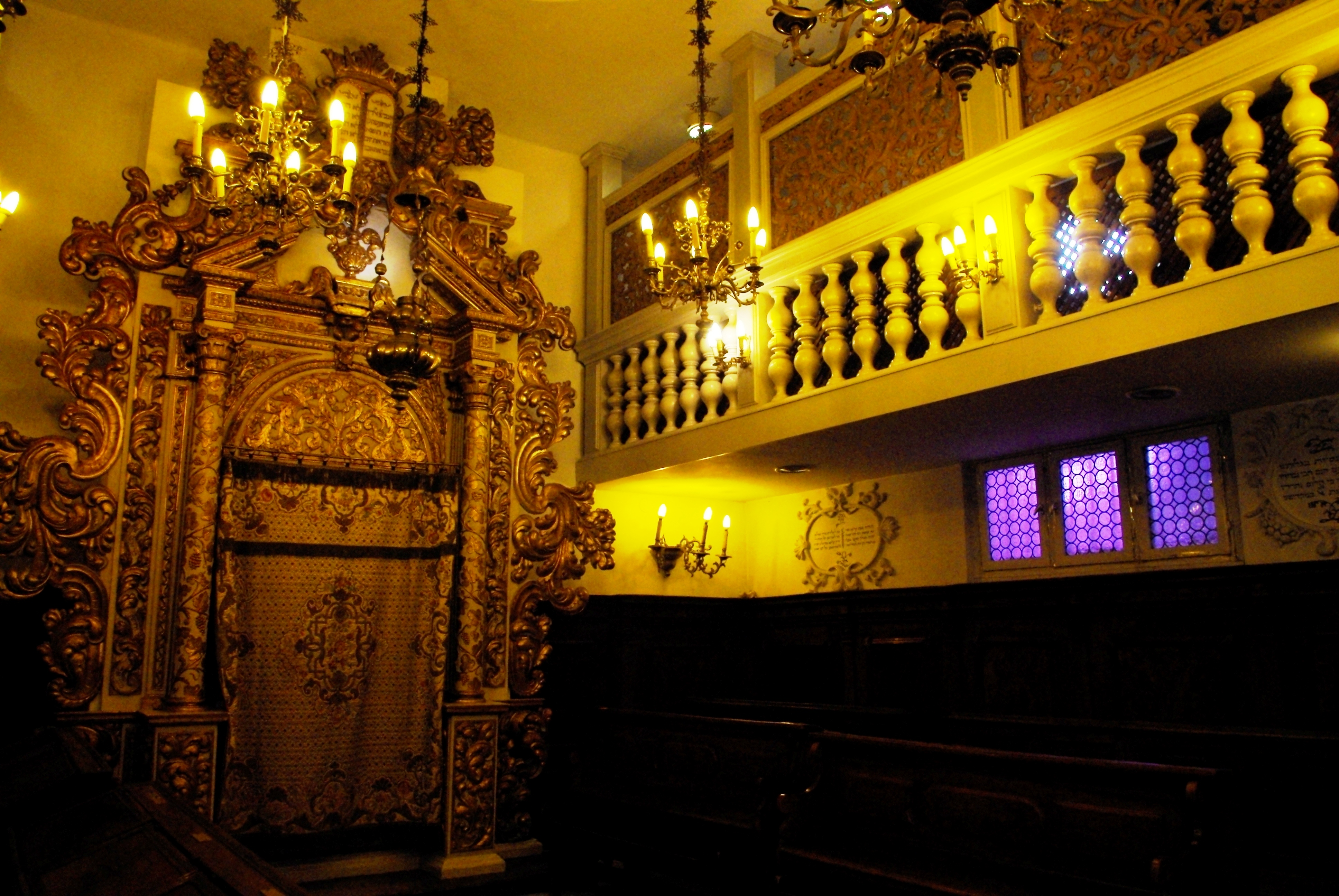
Sinagoga di Conegliano (Museo U. Nahon di Arte Ebraica Italiana - Gerusalemme)

Conegliano ospitò per secoli una fiorente comunità israelitica: la presenza di ebrei è attestata sin dalla fine del Trecento. Conegliano, città dinamica dal punto di vista economico, ma anche al centro di guerre, saccheggi e carestie, doveva far fronte spesso a gravi crisi che vennero risolte con l'istituzione di banchi di prestito. Dopo un periodo di libertà e tolleranza, le famiglie ebree furono costrette, nel 1629, a stabilirsi nella zona del Siletto (l'attuale Via Beato Ongaro) e nel 1675 nella contrada Ruio (l'attuale via Caronelli), fuori dalla cinta muraria.
Il ghetto così istituito ebbe una sinagoga (1701), una scuola talmudica e numerose botteghe (soprattutto di straccivendoli, pasticcieri e macellai); vi abitavano allora 14 famiglie.
Con la conquista napoleonica agli ebrei furono concesse tutte le libertà civili. Molti si trasferirono nella nuova zona attorno alla stazione, sede di sontuosi palazzi. Marco Grassini, esponente di una delle famiglie più importanti della comunità ebraica, fu sindaco della città.
Nell'Ottocento la comunità finì per estinguersi, causa il trasferimento della maggior parte degli ebrei a Padova e Venezia.
Dell'antico ghetto non resta nulla se non qualche foto; tuttavia rimane il cimitero ebraico su un colle a est del centro storico (presente sin dal 1545). I preziosi arredi della sinagoga furono salvati dalla distruzione del ghetto e trasferiti nel 1954 in una nuova sinagoga di Gerusalemme, ricostruzione dell'ambiente coneglianese, dove tuttora si pratica il rito italiano.

### Simboli

Il gonfalone comunale

#### Stemma comunale
Lo stemma, concesso con il gonfalone dal decreto del presidente della Repubblica del 21 febbraio 1972, è così descritto nello Statuto del comune:
Lo scudo crociato è raffigurato fin dalle prime riproduzioni ed è probabile che Conegliano non abbia mai avuto motivo di modificarlo: lo stendardo ripropone la stessa immagine su uno sfondo dello stesso giallo ocra della croce. La croce è tradizionalmente un simbolo guelfo in Italia, a Conegliano simboleggia forse una presa di posizione contro i particolarismi medioevali che dilaniarono il comune dall'epoca della sua fondazione (1112) fino all'annessione allo Stato veneziano, avvenuta nel 1388; annessione che certamente imponeva un giogo, ma portava finalmente la pace in una zona troppo fertile e troppo vicina all'esuberante Treviso, per essere lasciata tranquilla. Durante i periodi delle lotte, l'economia s'appoggiò completamente alla Chiesa: l'agricoltura era stata introdotta dai Benedettini Pomposiani di Santa Maria del Monte, la tessitura era curata dai padri Umiliati di San Polo, i falegnami si riunivano sotto la protezione di San Giuseppe. Sempre guelfa anche la scelta del fondo azzurro, originale invece l'ocra gialla con cui è dipinta la croce… forse originariamente d'oro.
Secondo altra teoria, lo stemma sarebbe stato adottato dal Comune ai tempi della sua partecipazione alla Lega Veronese, alla quale Conegliano aveva aderito unitamente a Serravalle ed a Belluno. Lo stemma di queste tre città sarebbe stato derivato da quello della Città scaligera, alla quale sarebbero state apportate delle varianti, consistenti nel colore della croce o nell'inserzione di altri elementi araldici.
Lo stemma attualmente in uso dall'Amministrazione comunale segue le linee dell'araldica civica italiana anche quanto allo scudo, di forma sannitica; tuttavia fino alla prima metà del XX secolo esso era tradizionalmente rappresentato con la foggia tipica dell'araldica veneta, ancora utilizzata per lo stemma della Città di Venezia. Rappresentazioni tradizionali dello stemma si possono trovare, oltre che nei documenti storici, anche nella sala consiliare del Municipio cittadino e su alcuni elementi di arredo urbano ed all'ingresso della Prefettura di Treviso.
Con D.P.R. del 10 ottobre 2013 lo stemma è stato modificato con l'aggiunta degli ornamenti da Città.
Il gonfalone è un drappo di giallo.

#### Bandiera comunale
Nel 2010 l'amministrazione comunale ha richiesto alla Presidenza del Consiglio dei ministri di dotarsi di bandiera civica secondo le seguenti caratteristiche:
ottenendone la concessione con decreto del presidente della Repubblica del 10 ottobre 2013.

## Monumenti e luoghi d'interesse

### Architetture religiose

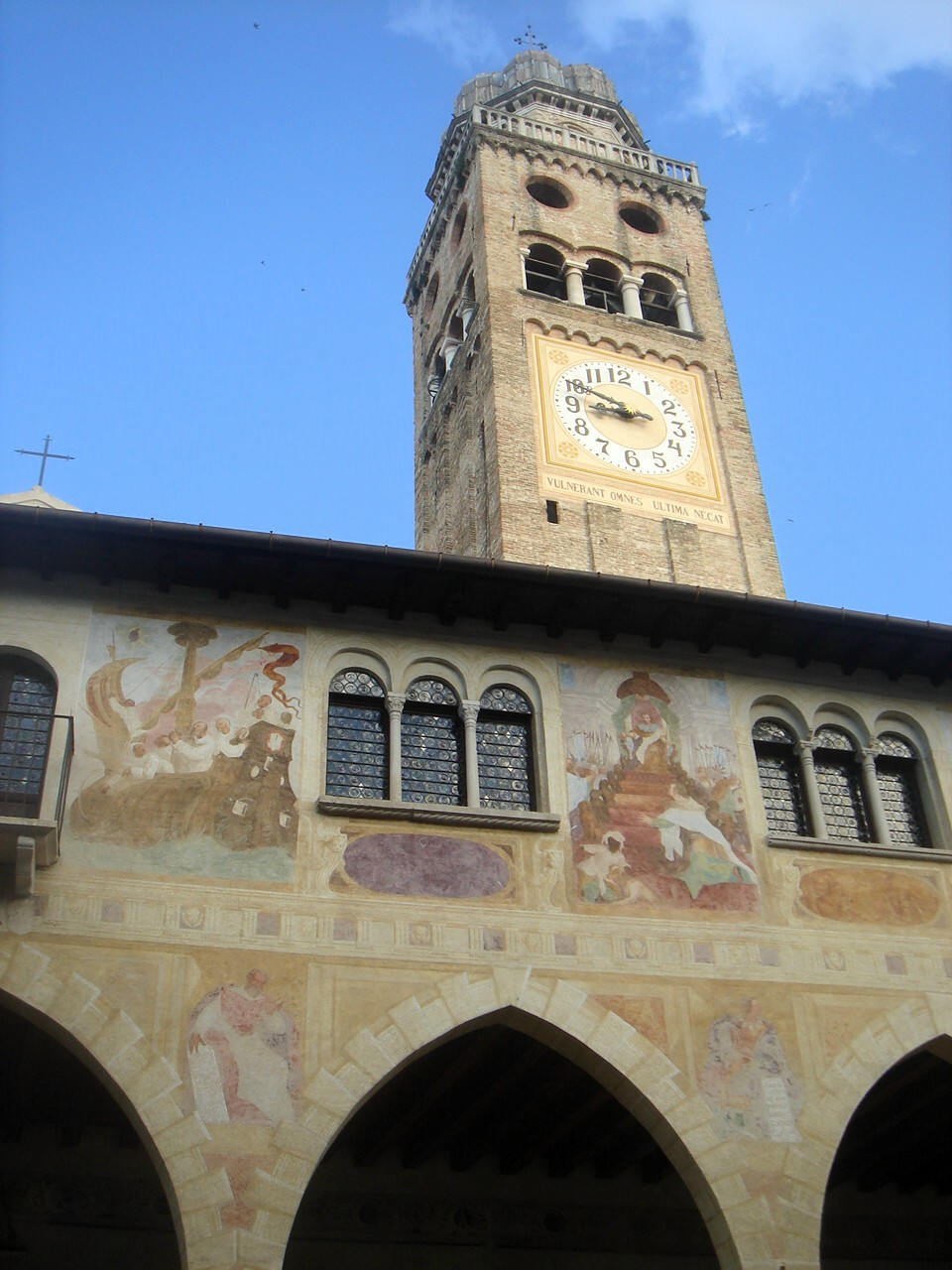
Campanile e affreschi della facciata del Duomo

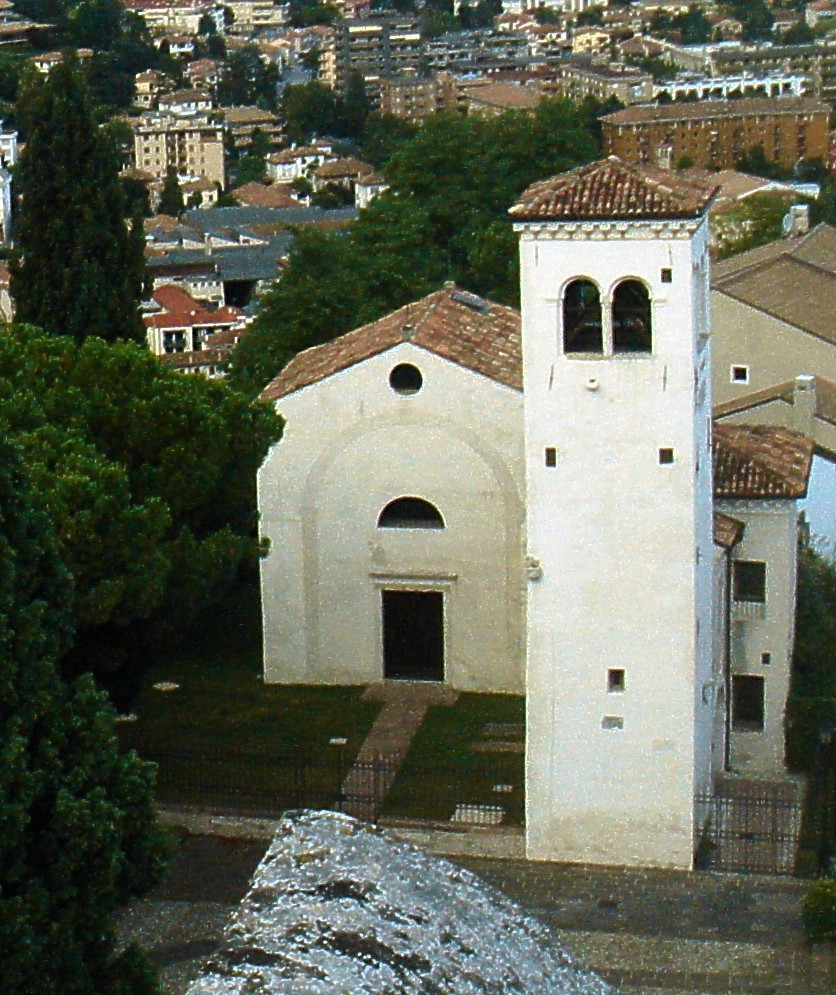
Chiesa di Sant'Orsola

La città di Conegliano, legata a una lunga tradizione religiosa e monastica che l'ha interessata per lunghi secoli, conserva molte architetture religiose: dentro le mura dell'antica città e intorno ad esse sorgono le chiese più antiche e importanti (tra tutte il Duomo), vecchi oratori e i monasteri superstiti; nei quartieri più moderni, sviluppatisi nel Novecento, sorgono le relative chiese parrocchiali, esempi di architettura religiosa moderna e contemporanea.
- Duomo di san Leonardo, la facciata è incastonata tra i palazzi della contrada; essa è coperta dall'elegante struttura ad archi ogivali della Scuola dei Battuti: sulla facciata di questa è dipinto un grande affresco, considerato il più vasto affresco murale del Veneto e libro dipinto sulla strada. Sia gli affreschi che impreziosiscono l'esterno sia quelli dell'interno (Sala dei Battuti) sono del Pozzoserrato e realizzati nel Cinquecento. All'interno del Duomo, struttura sobria a tre navate, è possibile ammirare l'unica opera del Cima ad essere conservata nella sua città natale: la Pala di Conegliano, datata 1492 e posta dietro l'altare maggiore. Degna di nota è anche la tela rappresentante Santa Caterina battezzata dall'eremita di Palma il Giovane, posta sopra il portale.
- Sant'Antonio da Padova (XX secolo): è la chiesa dei frati cappuccini, presso la quale è ancora vitale il convento.
- Santa Maria delle Grazie (2 strutture rispettivamente del XVIII secolo e del XX secolo): edifici sacri della parte orientale della città, sono l'antica e l'attuale sede della parrocchia omonima.
- Santa Maria Immacolata di Lourdes (XX secolo): edificio degli anni cinquanta, tra le più moderne chiese del centro.
- Santi Martino e Rosa (XVII secolo): ex sede dei frati domenicani, è una delle maggiori architetture religiose.
- Sant'Orsola (XII secolo): piccola chiesa che sorge accanto al Castello, era un tempo sede del duomo.
- San Pio X (XX secolo): chiesa novecentesca, sede della parrocchia omonima nella parte occidentale del centro.
- Santi Rocco e Domenico (XVII secolo): chiesa seicentesca posta nel cuore della città, ha un'importante facciata novecentesca.

#### Oratori

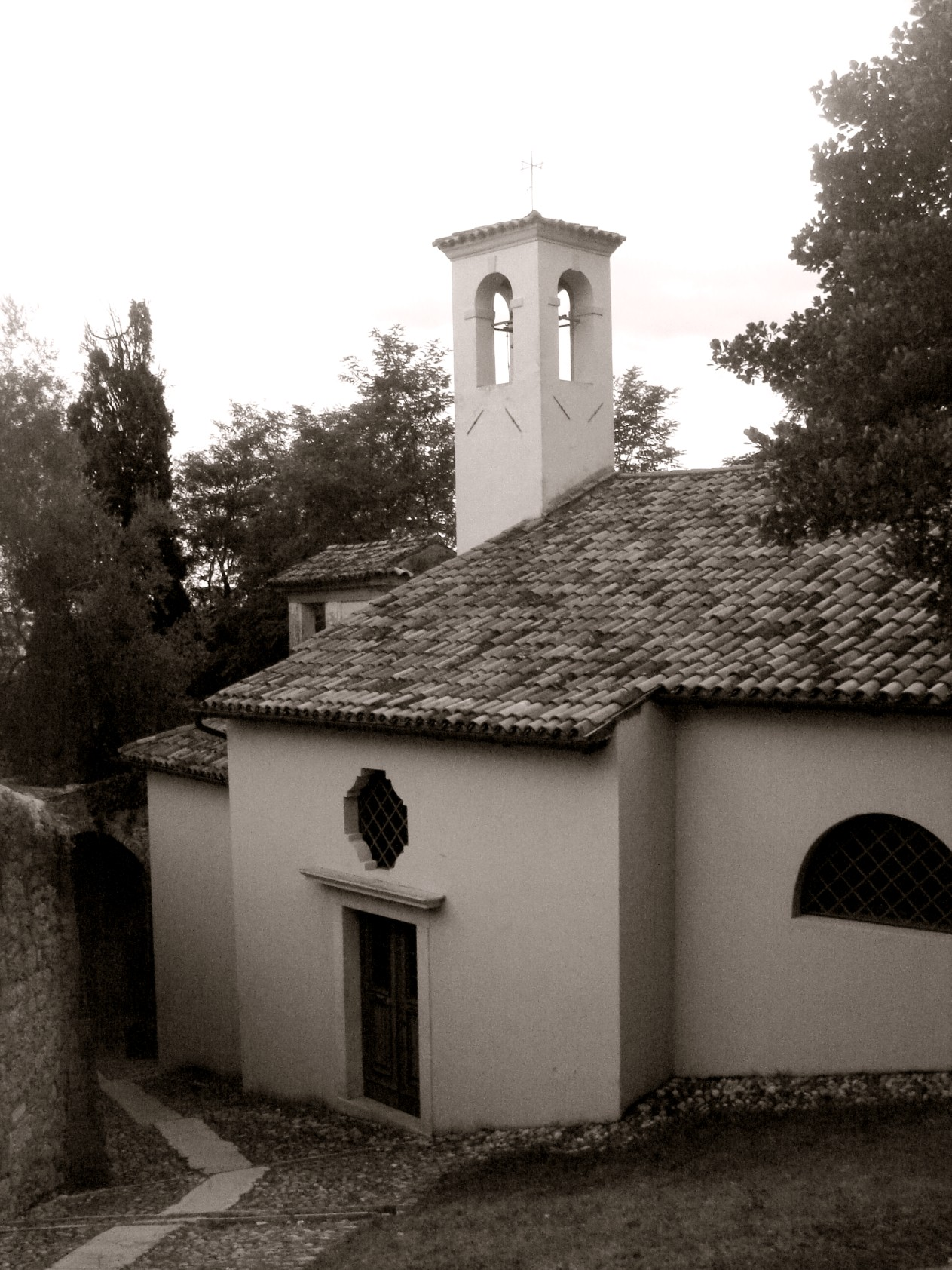
Oratorio della Madonna della Neve

Nel centro storico della città si trovano molti oratori di particolare rilevanza storica, di seguito vengono elencati i maggiori:

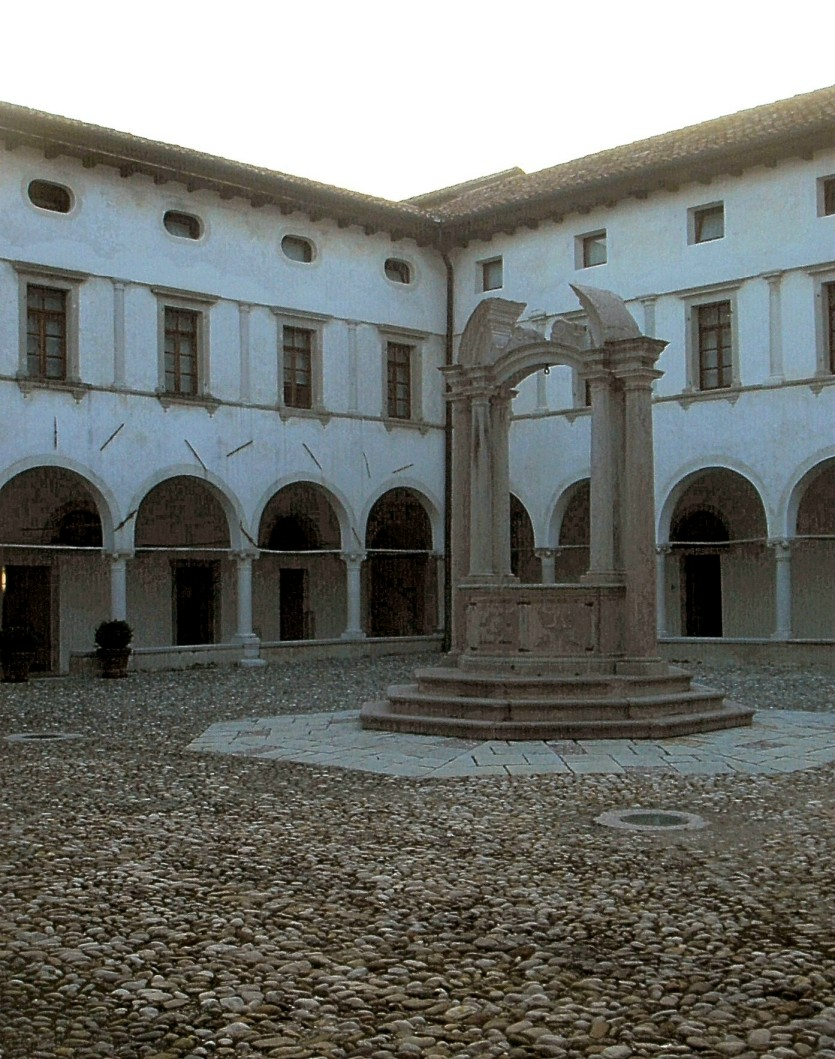
Chiostro del Convento di San Francesco

- Annunziata
- Beata Vergine della Salute
- Madonna della Neve
- Santa Caterina d'Alessandria

#### Monasteri e conventi
Degli oltre dieci monasteri e conventi attivi in Conegliano tra medioevo e XIX secolo, restano solo pochi resti. Tuttavia di tre di essi sopravvivono le strutture, restaurate e riadattate a nuove funzioni, dopo il lungo degrado subito a partire dall'età napoleonica:
- Convento di San Francesco
- Convento di Sant'Antonio
- Convento dei Domenicani (noto anche come ex caserma Marras)

Una struttura conventuale moderna ancora vitale è il convento dei Frati Cappuccini, che una lunga tradizione lega alla città veneta fin dal XIII secolo; attualmente è raccolto intorno al complesso novecentesco della chiesa di Sant'Antonio da Padova.
- Sala del Regno dei Testimoni di Geova

situata in via Maggiore Piovesana 149 è il punto di riferimento per i fedeli di questa confessione per l'area da Ponte della Priula a San Fior.

### Architetture civili
Il centro storico, di origine medioevale, si concentra perlopiù lungo via XX Settembre (Contrada Granda), che scorre ai piedi del Colle di Giano, sulla sommità del quale si ergono la neoclassica Villa Gera e la parte superstite del castello medievale (attuale Museo Civico): tutta quest'area è ancora in gran parte cinta dalle antiche mura. Altri luoghi d'interesse artistico si trovano anche fuori le mura, come alcune ville venete.

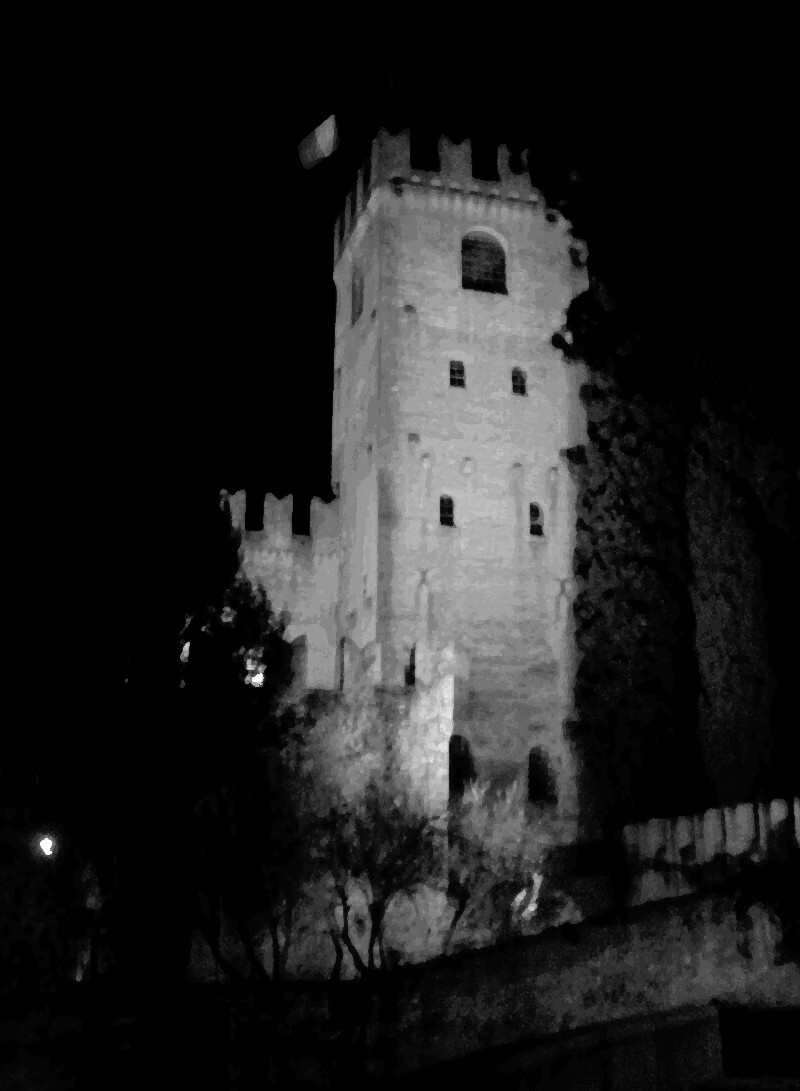
Notturno della torre del Castello

#### Castello di Conegliano
Il Castello di Conegliano è il fulcro medievale della località veneta. Situato sulla sommità del Colle di Giano, in luogo strategico, il castello domina tutta la città e il territorio ad essa circostante.
Dell'originario complesso rimangono la Torre della Campana, parte dell'antico duomo e parte della cinta muraria. L'edificio superstite è sede del Museo civico di Conegliano, contenente numerosi reperti e opere d'arte; alla fine della visita si giunge sulla sommità della torre, dalla quale il panorama, a 360 gradi, è dei più ampi: a nord i colli e le Prealpi, a sud la pianura veneta, fino alla laguna di Venezia. È stato posto all'interno, dal costruttore trevigiano Ennio Tiveron, un plastico del castello com'era al tempo della Serenissima Repubblica.

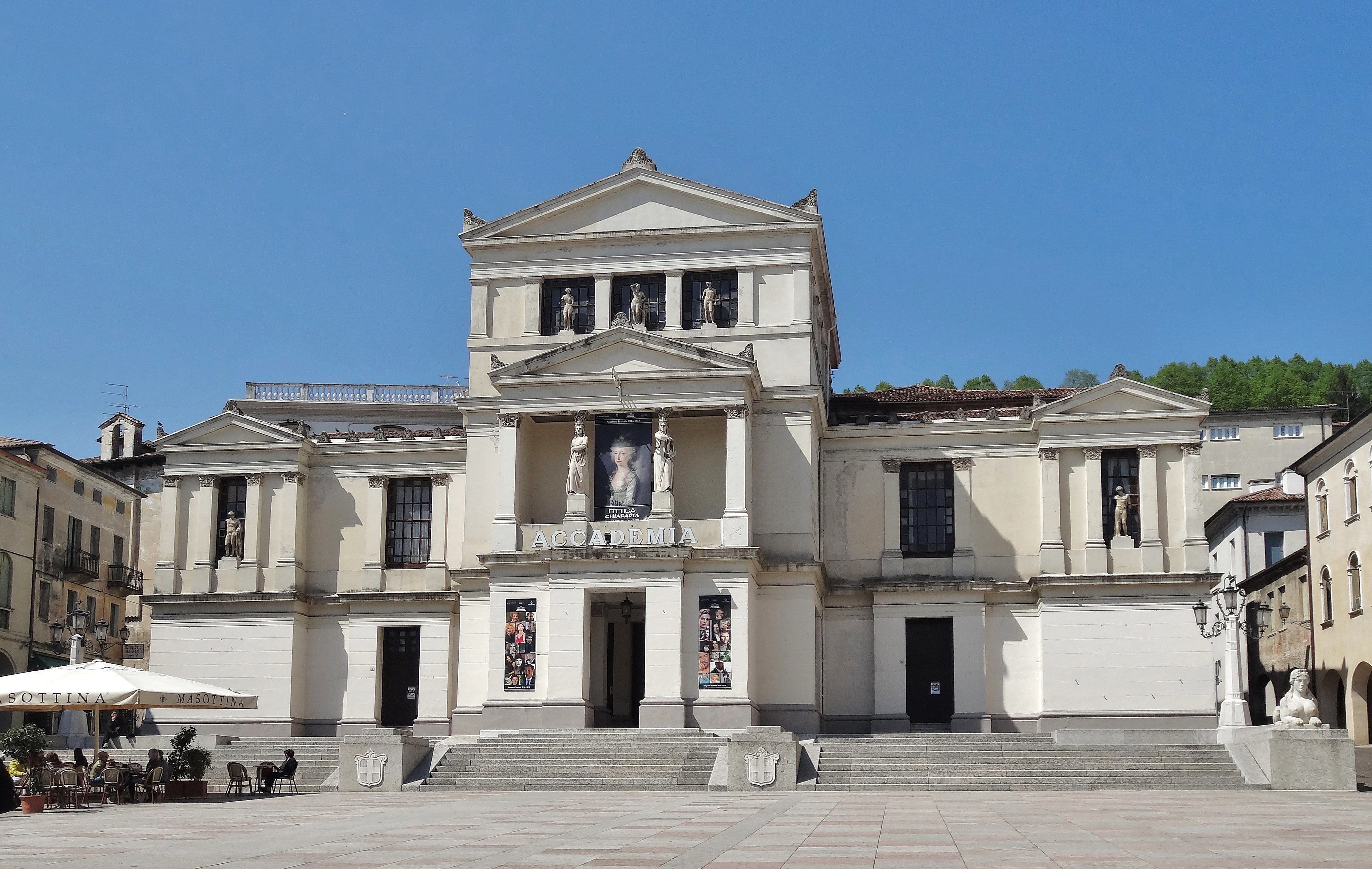
Facciata del Teatro Accademia in Piazza Cima

#### Teatro Accademia
Tipica architettura neoclassica, la cui grande facciata domina Piazza Cima da una scalinata, ai lati della quale sono posizionate due caratteristiche sfingi in pietra. Si accede al portale attraverso un portico, nella parte centrale sporgente verso la piazza.
Quattro semplici frontoni, due sulle ali laterali e due sovrapposti nel corpo centrale, sono i decori della parte alta. Delle statue, anch'esse di impronta neoclassica, ornano la loggia e alcune finestre.

#### Ville venete

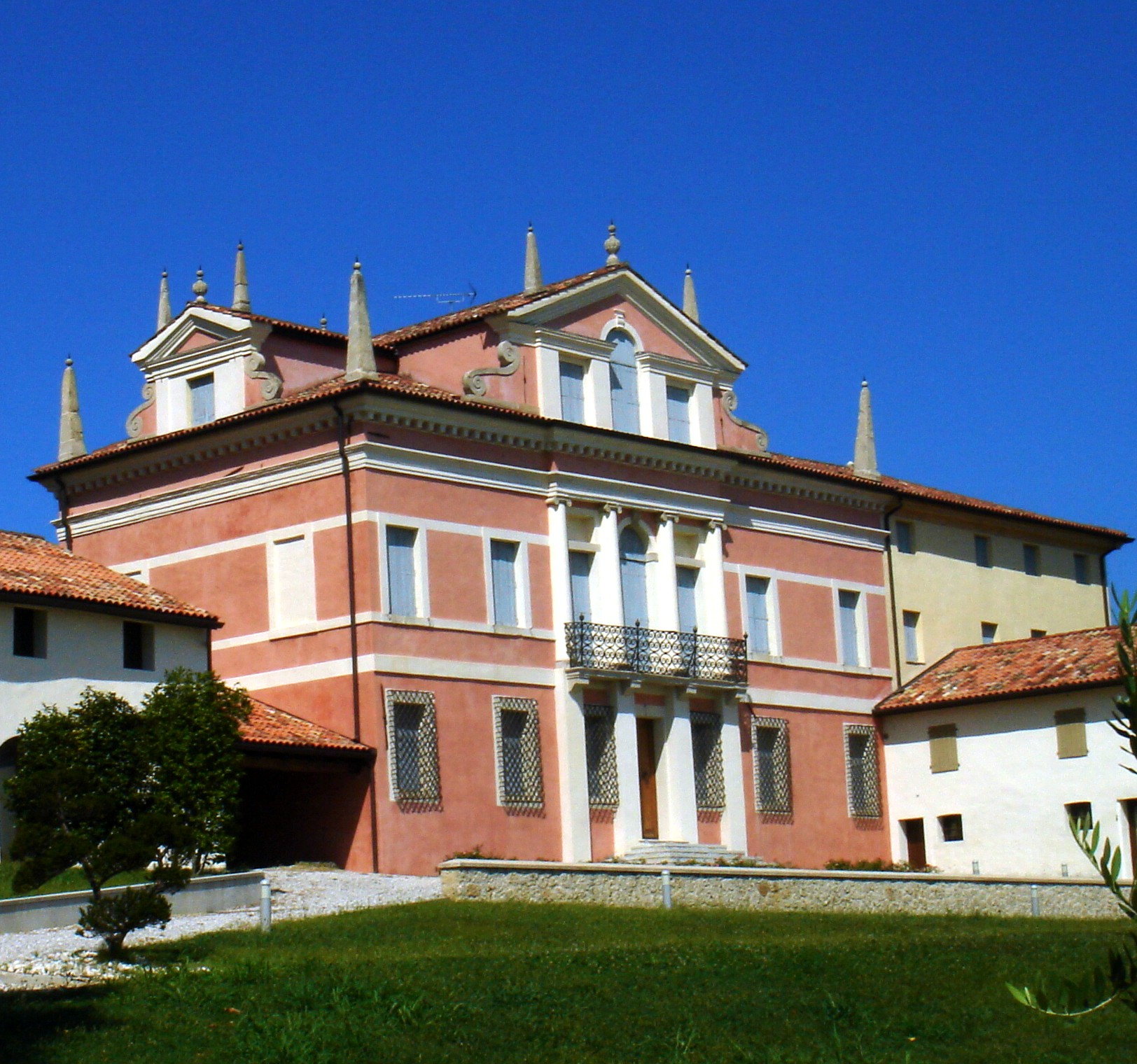
Villa Canello

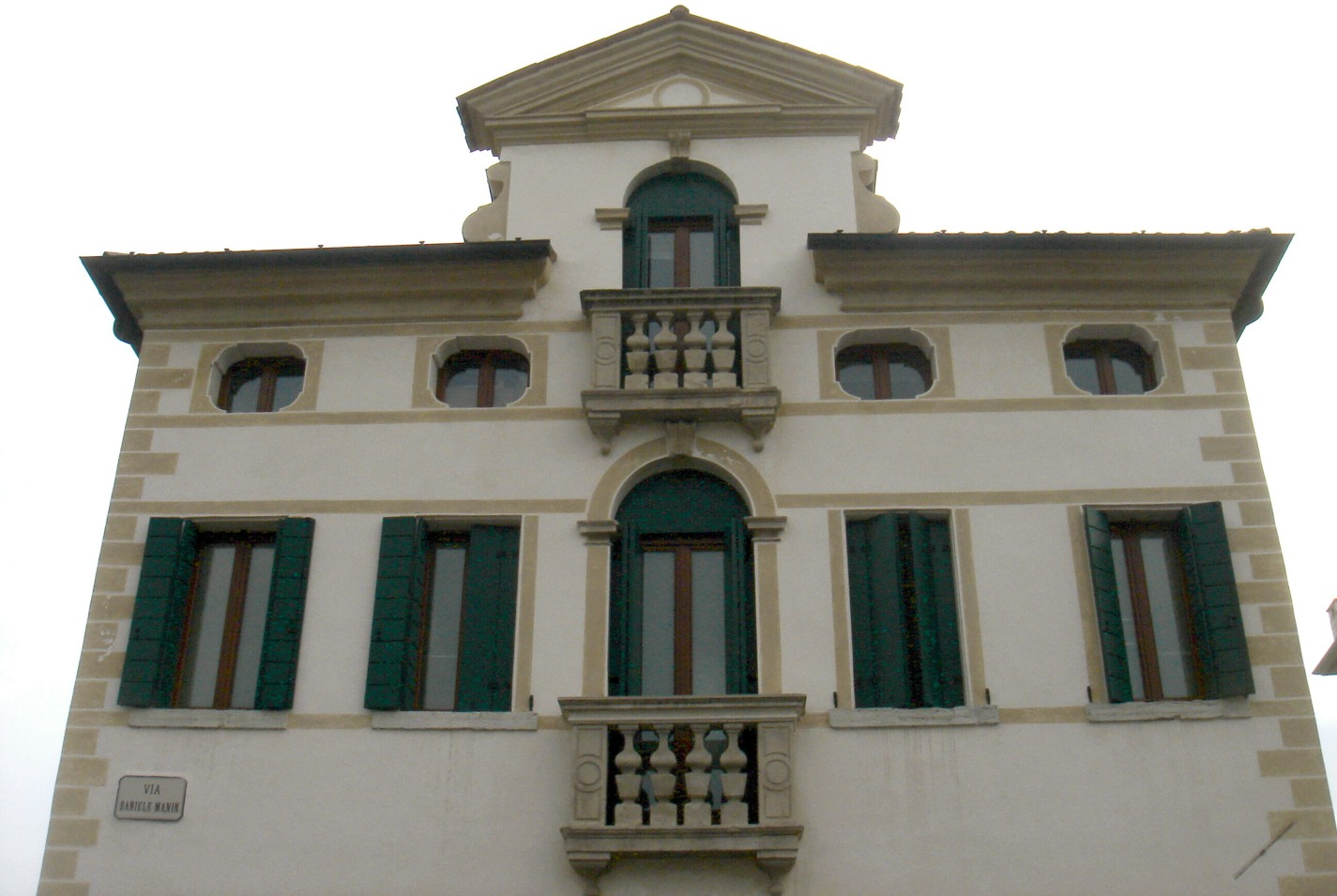
Villa Bortolon

Anche nel territorio coneglianese, come in tutta la provincia di Treviso, sorgono delle ville venete di grande valore architettonico. Di seguito sono elencate le più importanti della città (per le ville in frazioni e località si vedano le relative voci):
- Villa Gera[16] (XIX sec.)
- Villa Canello[17] (XVIII sec.)
- Villa Giustinian[18] (XVII sec.)
- Villa Montalban Ghetti[19] (XVII sec.)
- Villa Paccagnella (XVII sec.)
- Villa Moretti[20] (XIX sec.)
- Villa Fabris Giavi[21] (XIX sec.)
- Villa Bortolon[22] (XVII sec.)
- Villa Civran Morpurgo Pini-Puig[23] (XIX sec.)
- Villa Rocca o ex Convento di Sant'Antonio (XIV sec.)

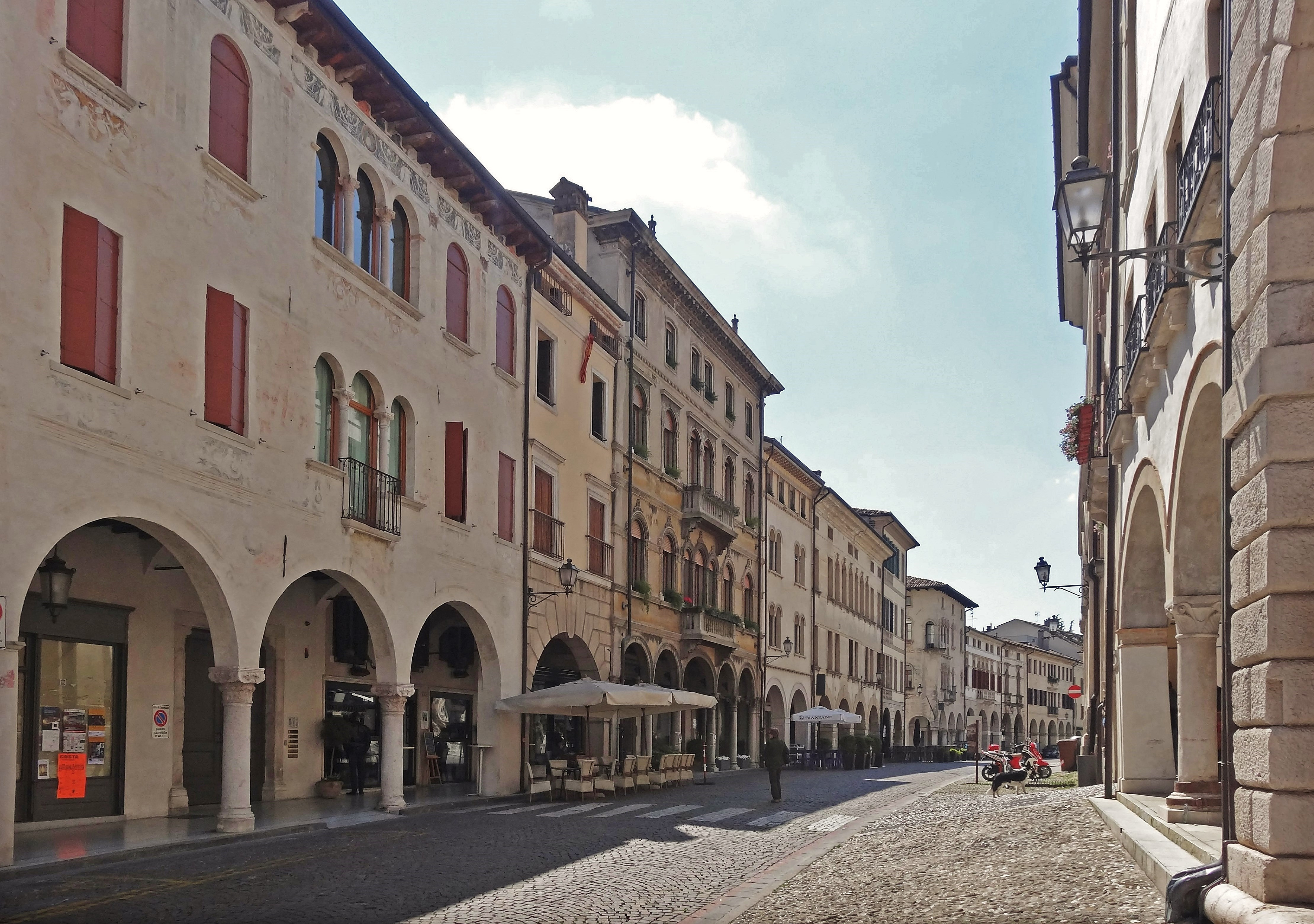
La "Contrada Granda", via XX settembre

#### Facciate dellaContrada Granda

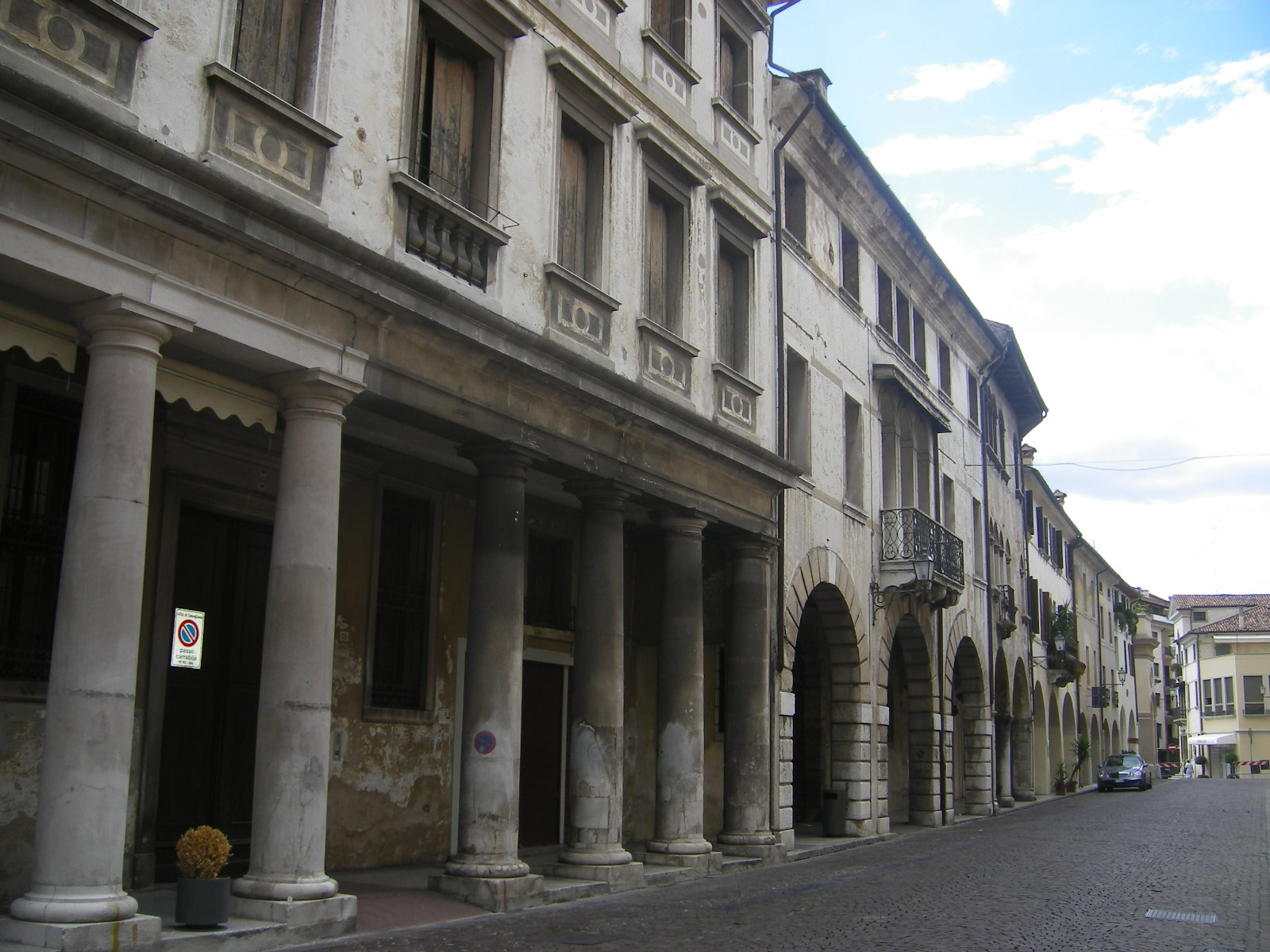
Scorcio della Contrada verso Porta Dante

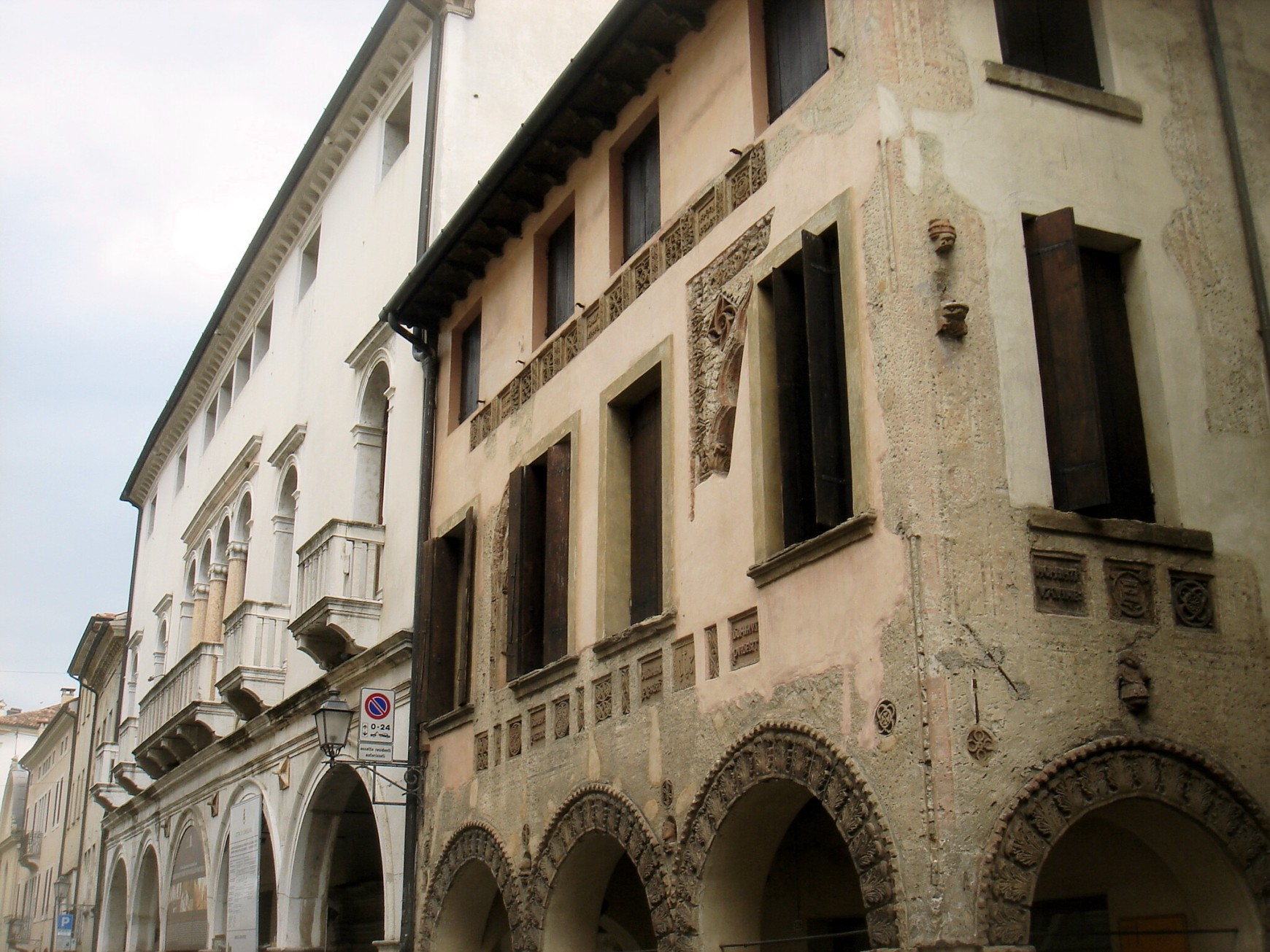
Palazzo Sarcinelli e Casa Longega

Lungo il percorso di via XX Settembre, tradizionalmente chiamata Contrada Granda, sorgono il Duomo e numerosi palazzi di rilevanza storico-architettonica, tutti porticati: tra i più notevoli si ricordano Casa Piutti, il Teatro Accademia, il Municipio, Casa Longega, Palazzo Sarcinelli, Palazzo Montalban vecchio, Palazzo Montalban nuovo e il Monte di Pietà.
La Contrada, essendo il vecchio centro dentro le mura della città antica, è ancora oggi accessibile attraverso delle porte: Porta Dante, rivisitazione moderna di un ingresso preesistente (Porta Ruio), Porta San Polo e la vecchia Porta Monticano, con un grande affresco rappresentante il leone di San Marco.
Parallele alla Contrada e entrambe aventi sbocco nel cuore del vecchio centro, cioè Piazza Cima, ci sono via Cima, dove ha sede la Casa museo di Giovanni Battista Cima, e via Teatro Vecchio: entrambe sono parte integrante del centro storico, costituendo un continuum coi più signorili palazzi della Contrada. In via Cima, oltre alla casa dell'artista coneglianese, è visibile l'esterno, in buona parte affrescato, della rinascimentale Casa Sbarra, il cui prospetto principale dà su via Accademia.

#### Palazzi fuori le mura
Oltre ai palazzi della Contrada esistono alcuni altri palazzi artisticamente rilevanti:
- Casa del Re di Cipro (XV secolo, via Madonna)
- Palazzo Gera Minucci (XVIII secolo, piazzetta Duca d'Aosta, via Colombo)

### Il Filo della Storia
Il Filo della Storia di Conegliano è un percorso storico culturale ideato e realizzato dal Lions Club di Conegliano per permettere ai visitatori di conoscere in modo pratico, ma non superficiale, le maggiori attrattive turistiche della città. L'itinerario si sviluppa lungo un percorso pedonale di circa 4 km indicato visivamente a terra da una striscia colorata e illustrato da 24 pannelli recanti le fondamentali informazioni storico artistiche sui monumenti e sui siti cittadini.

### Statua di Cima da Conegliano
Il Lions Club di Conegliano ha celebrato la figura di Giovanni Battista Cima con la realizzazione di una “Statua Urbana” in bronzo dedicata al pittore.
L'opera realizzata dall'artista Salvatore Grillo è collocata nel centro storico della città di fronte alla sua casa Natale. 

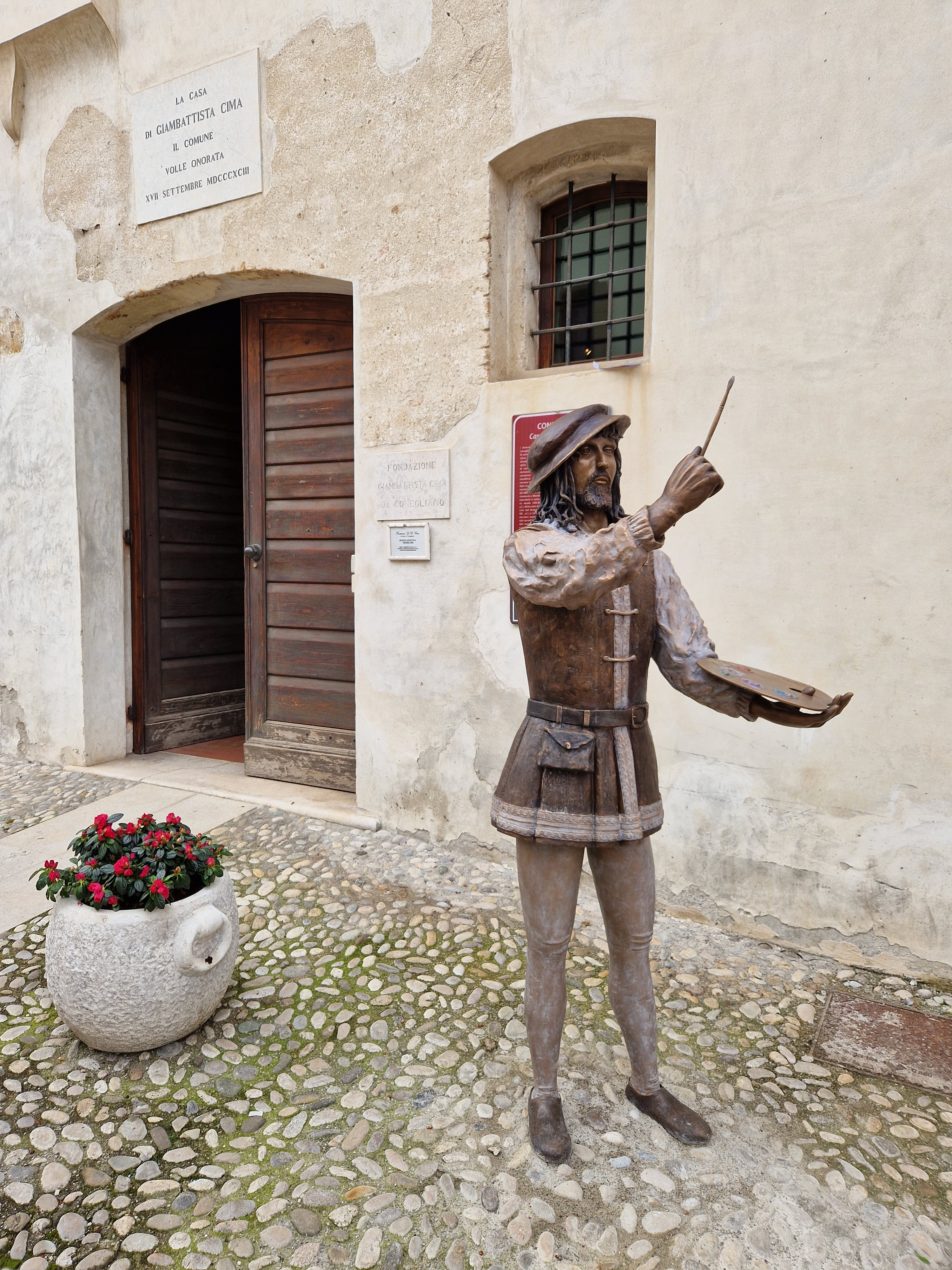
Statua di Cima da Conegliano

### Altro

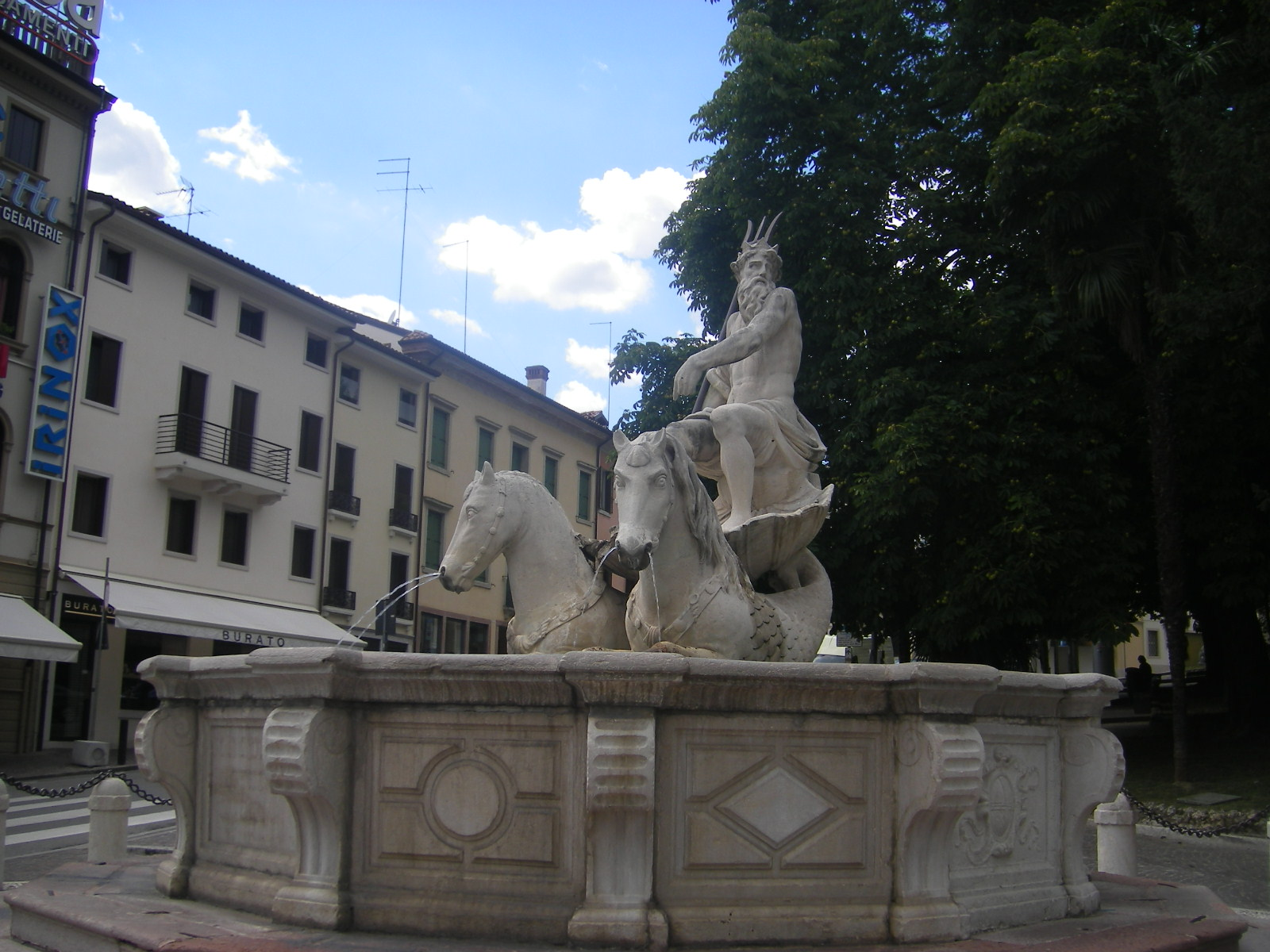
La fontana del Nettuno

- Fontana del Nettuno, anche detta popolarmente fontana dei cavalli, uno dei monumenti più caratteristici della città, è situata a pochi metri da Porta Dante, presso l'intersezione di corso Vittorio Emanuele II, via Marconi, via Calvi e via Cavour. La fontana prese forma in diverse epoche: la parte più antica è la vasca trecentesca, opera dello scultore veronese Filippo Spongadi, anticamente posta in piazzetta 18 luglio 1866, nella vicina Contrada Granda.
Nel XVIII secolo fu aggiunta la scultura ancora visibile, in sostituzione di un obelisco cinquecentesco: su una grande conchiglia trainata da due ippocampi di grandi dimensioni dalle cui froge esce l'acqua, sta il dio Nettuno, impugnante con la mano destra il tridente. Tale scultura era precedentemente parte del patrimonio artistico di Palazzo Foscolo di Oderzo.
La dislocazione odierna si ebbe solo il 19 ottobre 1838, in occasione della visita dell'imperatore austriaco Ferdinando I d'Austria.
- Monumento ai caduti della prima guerra mondiale, si trova in piazza IV Novembre vicino al ponte di San Martino. L'importante statua in bronzo, opera dello scultore cadorino Annibale De Lotto come riporta la firma sul basamento a destra, è stata fusa dai fratelli Perali a Brescia nel 1925. Il monumento venne inaugurato nel novembre del 1926.
- Affresco monumentale di Porta Cavallino, si tratta di un affresco realizzato dal maestro Vico Calabrò e dalle sue maestranze nel 2009 sulla facciata di un edificio alla Porta del Cavallino, punto di ingresso ad ovest della Città.
- Palazzo della Savno, si trova in una delle zone industriali di Conegliano, quella a sud di Monticella, sorge dal 2008 la nuova sede della Savno (Servizi Ambientali Veneto Nord Orientale)[26]: questo edificio è il primo interamente ecologico ed eco-compatibile in Italia, primato che gli ha fatto guadagnare l'Energy Globe Award 2009 per l'Italia ("...se invitiamo i cittadini a riciclare dobbiamo dimostrare che la raccolta differenziata non è una cosa vana, e dare loro il buon esempio...", le parole del presidente della Savno Riccardo Szumski sul progetto)[27]. Si tratta di un palazzo di due piani esteso su 600 m² e dotato sulla sommità di una terrazza con giardino pensile. Le pareti sono isolate termo-acusticamente per mezzo del materiale ricavato da migliaia di bottiglie di plastica. Tutte le componenti dell'edificio sono pensate per il risparmio energetico, compreso un sistema di raccolta dell'acqua piovana.

### Aree naturali
Estendendosi su un territorio molto variegato, distribuito tra pianura e colli, Conegliano presenta, oltre alle ricchezze artistiche, alcune ricchezze naturalistiche.

#### Corsi d'acqua e laghi

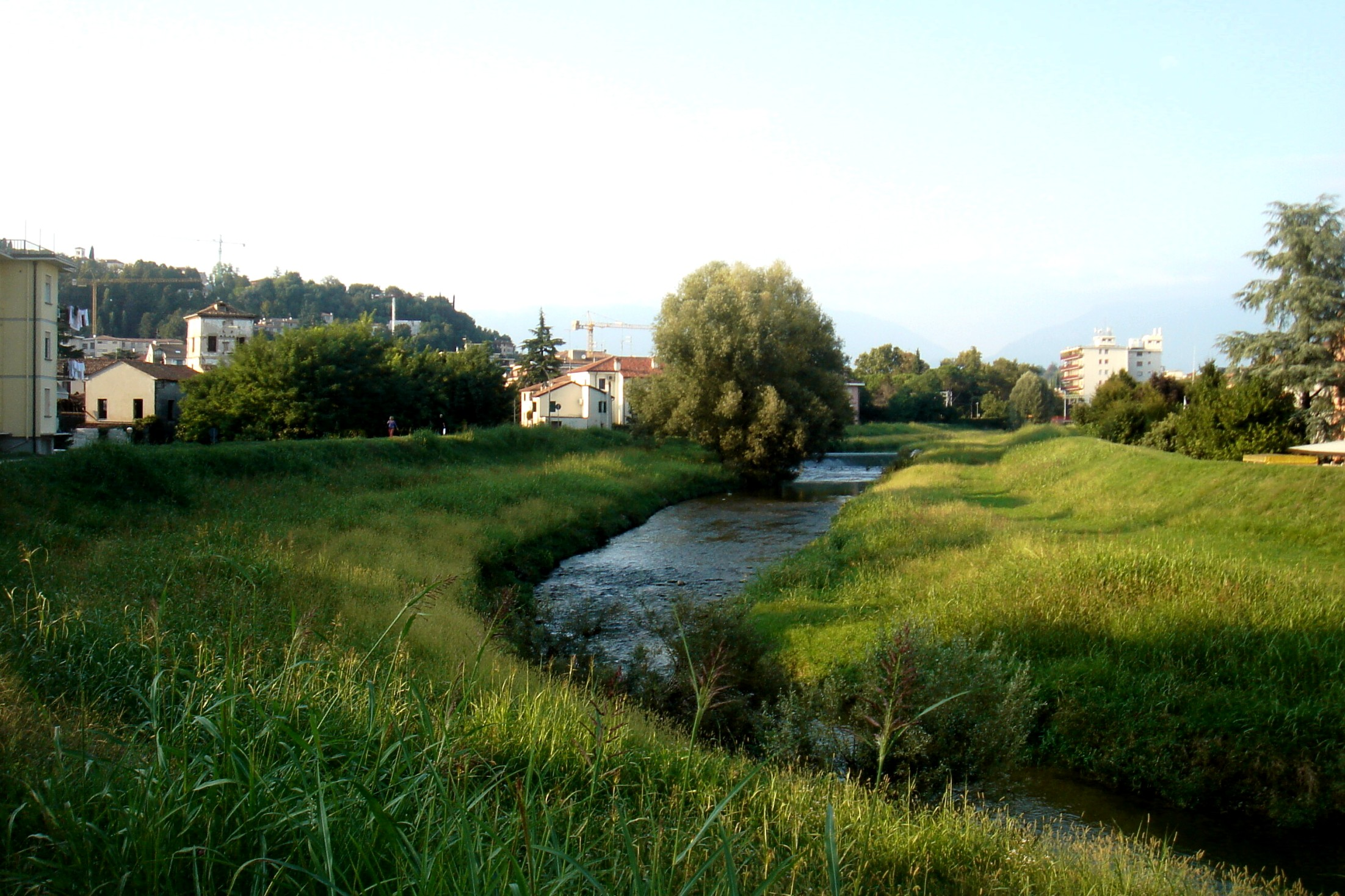
Il Monticano dal ponte di viale Istria

Il maggiore corso d'acqua che attraversa il comune e la città di Conegliano è il fiume Monticano, che taglia il centro a est del Colle di Giano, scendendo dai colli di Cozzuolo e Formeniga (nel comune di Vittorio Veneto).
Numerosi altri corsi d'acqua scorrono soprattutto nell'area circostante il centro della città e attraversano le frazioni e le zone acquitrinose della Valbona. Tra essi si ricordano il Cervano, il Ferrera e il Crevada, che fa da confine a ovest con Susegana (presso la frazione di Parè).
Al confine nord-est del centro, vicino a Villa Giustinian, verso i colli della frazione Ogliano, si trova anche un lago di piccole dimensioni, il lago di Pradella, vecchio bacino di origine artificiale, intorno al quale si conservano aree di valore naturalistico.

## Società

### Evoluzione demografica
Abitanti censiti

### Etnie e minoranze straniere
Al 31 dicembre 2023 gli stranieri residenti nel comune erano 5 537, ovvero il 16,1% della popolazione. Di seguito sono riportati i gruppi più consistenti:
1. Cina 1 090
2. Romania 621
3. Ucraina 423
4. Macedonia del Nord 391
5. Albania 360
6. Senegal 299
7. Marocco 271
8. Ghana 199
9. Moldavia 184
10. Bangladesh 178

### Lingue e dialetti
Sebbene Conegliano sia delimitato come "comune di minoranza germanofona" ai sensi della legge 482/99 ("Norme in materia di tutela delle minoranze linguistiche storiche"), l'idioma correntemente parlato dalla popolazione - accanto alla lingua ufficiale italiana - è la variante locale veneta.

## Cultura

### Istruzione

#### Scuole
Nel 2010 l'istruzione pubblica è stata riorganizzata sostituendo i tre vecchi circoli didattici con tre nuovi istituti comprensivi che riuniscono quattro scuole dell'infanzia, dieci scuole primarie e tre scuole secondarie di primo grado.
Per quanto riguarda le scuole secondarie di secondo grado, in città hanno sede sette istituti riguardanti vari indirizzi di studio. Di queste, si ricorda la nota scuola enologica di Conegliano "G. B. Cerletti". Altro importante istituto è il Liceo G. Marconi, che ospita gli indirizzi: classico, scientifico tradizionale, scientifico scienze applicate, musicale ed economico-sociale,  l'Istituto Istruzione Superiore "Marco Fanno", che ospita gli indirizzi: amministrazione finanza marketing, servizi commerciali, servizi per la sanità e assistenza sociale.
Vanno citati poi gli istituti privati: il Collegio Immacolata, di orientamento cattolico, con un'offerta formativa molto articolata (scuola dell'infanzia, scuola primaria, scuola secondaria di primo grado, vari licei); la Pianca School, scuola bilingue italiano/inglese che comprende tutti i cicli di istruzione sino alla scuola secondaria di primo grado, cui va aggiunto un asilo nido.

#### Università
La città non ha propri atenei, ma ospita alcuni corsi di laurea dell'Università degli studi di Padova.
Presso il Centro Interdipartimentale per la Ricerca in Viticoltura ed Enologia (CIRVE) si svolgono due corsi della facoltà di Agraria relativi all'ambito enologico: il corso di laurea triennale in Scienze e Tecnologie Viticole ed Enologiche e il corso di laurea specialistico interuniversitario in Viticoltura, Enologia e Mercati vitivinicoli.
All'istituto "La Nostra Famiglia" si svolgono i corsi di laurea triennale Terapisti della riabilitazione e Terapia Occupazionale della Scuola di Medicina dell'Università degli Studi di Padova.
Vi sono poi i corsi di laurea triennale in "Assistenza sanitaria" ed "Infermieristica" della facoltà di Medicina e Chirurgia di Padova, effettuati presso le aule poste all'Ospedale De Gironcoli (ex Casa di Cura, che fino al 2006 era gestita dalle suore di Milano).

### Eventi
Ogni anno, in giugno, nel cuore del centro storico di Conegliano si svolge la manifestazione della Dama Castellana, una partita a dama con personaggi in costume rinascimentale. Questo evento non è la continuazione di una tradizione secolare, ma è stato introdotto solo pochi anni fa, riuscendo comunque a diventare un appuntamento tradizionale del calendario coneglianese.
A settembre, nei locali più caratteristici della città si gioca all'Enodama, torneo di dama in cui le pedine sono sostituite da calici di vino bianco e rosso. Gli scopi dell'Enodama sono la socializzazione e la valorizzazione delle aziende produttive del territorio.
Nel corso degli anni si sono consolidate varie manifestazioni, tra cui la Festaloonga (i negozi del centro restano aperti il venerdì sera durante il mese di luglio), l'Expo (un'esposizione di automobili e altri tipi di veicoli che si tiene a settembre) e la Festa delle associazioni (presentazione in centro delle associazioni locali, anch'essa a settembre).

## Geografia antropica

### Frazioni e quartieri
Solo Ogliano e Scomigo sono considerate vere e proprie frazioni. Lo statuto comunale, comunque, cita altri quattro centri come località: Di seguito ne è riportato l'elenco completo.
- Ogliano: si trova a nord del capoluogo, al confine con Carpesica e Formeniga; conta circa 1.000 abitanti.
- Scomigo: è la frazione più settentrionale del comune e si trova in una zona collinare confinante con i comuni di Vittorio Veneto e Colle Umberto.
- Menarè: località posta ad est di Scomigo, è divisa praticamente a metà sia tra i comuni di cui fa parte, Conegliano e Colle Umberto, sia dalla Strada Statale 51 d'Alemagna, che la attraversa e che funge quasi da confine tra i due comuni tra cui risulta distribuita. Fu servita fino agli anni cinquanta del Novecento da una stazione (nota come Casello Cinque) della linea ferroviaria Conegliano - Ponte nelle Alpi.
- Parè: grosso sobborgo a sud-ovest del centro con 5.000 abitanti, confinante con i comuni di Susegana e San Pietro di Feletto.
- Collalbrigo: rappresenta la zona collinare ad ovest (circa 1.000 ab.). Di antiche origini, è uno dei fulcri della produzione del vino prosecco.
- Campolongo: quartiere meridionale della città, confinante con i comuni di Santa Lucia di Piave e Mareno di Piave; In quest'area si trova la "Cittadella dello Sport" o "Quartiere dello sport", così nominato poiché ospita la Zoppas Arena e i campi da Rugby e Baseball tutti di recente costruzione (2008).
- Costa: posta sulla collina "dirimpettaia" ad est di Collalbrigo, è divisa tra Costa Alta e Costa Bassa. Altra importante zona di produzione del prosecco.
- Monticella, quartiere che costituisce l'area orientale della città, al confine con il comune di San Vendemiano, distribuito tra collina a pianura: un tempo area militare, dagli anni '70 del secolo scorso divenuto quartiere residenziale, tanto che la zona corrispondente alla ex Piazza D'Armi è stata "colmata" dall'edificazione di numerosi condomìni.
- La Ferrera - Campidui: sono due quartieri contigui, posti nell'area meridionale della città, al confine con i comuni di Santa Lucia di Piave e Susegana. Il primo quartiere, che deve il suo nome al torrente che lo attraversa, è prettamente residenziale, ma vanta di essere il sobborgo in cui ha sede la storica Scuola Enologica G.B.Cerletti; il secondo quartiere, un tempo residenziale e agricolo, è divenuto, a partire dalla metà degli anni '90 del secolo scorso, anche sede di un'area industriale.
- La Crosetta: piccolo sobborgo, prettamente residenziale, è posto nell'area meridionale della città, ad est del quartiere Campidui e a ovest del sobborgo di Campolongo, e confina a sud con Sarano (frazione del comune di Santa Lucia di Piave), tanto da sembrarne la sua estremità settentrionale.

### Consumo di suolo
Stando ai dati 2023 dell'ISPRA il Comune di Conegliano ha una percentuale di suolo consumato del 25,29%, molto al di sopra del valori relativi al territorio della provincia di Treviso (16,65%) e della Regione (11,86%).

## Economia
Una vasta serie di attività, sviluppatesi in un locus strategico, ha reso Conegliano una città dal benessere diffuso.

### Agricoltura
Conegliano è, assieme a Valdobbiadene, una delle due città del vino prosecco: i colli dell'area tra le due città sono perlopiù sede di vigneti finalizzati alla produzione del Prosecco; attraversa tali coltivazioni una delle più importanti strade del vino, la Strada del Prosecco e Vini dei Colli Conegliano Valdobbiadene, la quale si snoda tra le località del Quartier del Piave, collegando i due capoluoghi.
Le denominazioni dei vini del territorio sono: Prosecco di Conegliano-Valdobbiadene DOCG, Colli di Conegliano bianco DOC, Colli di Conegliano rosso DOC.
A confermare e a valorizzare la tradizione vinicola della città veneta, va ricordata la presenza della storica Scuola enologica di Conegliano.
È stata proclamata, insieme a Valdobbiadene, "Città Europea del Vino" nell'anno 2016.
Conegliano è inoltre inserito nel circuito Città del Vino.

### Industria
La zona circostante la città ospita numerosi insediamenti industriali, molti dei quali specializzati nella produzione di elettrodomestici, materiale elettrico e lavorazione acciaio inox.
Tra queste è compresa l'industria Electrolux, leader mondiale nella produzione di elettrodomestici, situata sulla statale 13 tra Conegliano e il comune confinante di Susegana.
Le aziende che si occupano di enologia rivestono notevole importanza, soprattutto nella produzione di botti in legno e bottiglie di vetro, essendo importante il settore vinicolo, che vanta una storia secolare e un elevato numero di addetti.

## Infrastrutture e trasporti

### Strade

#### Autostrade
- Conegliano è servita dall'autostrada A27 Mestre-Belluno, che riserva a Conegliano un'uscita, anche se questa è localizzata nel territorio comunale di San Vendemiano;
- È servita dall'autostrada A28 che collega il comune con Pordenone, Portogruaro e il Friuli in generale.

#### Strade statali
- Conegliano è attraversata dalla strada statale 13 Pontebbana
- è lambita a est (zona del Menarè) dalla strada statale 51 di Alemagna

#### Strade provinciali
- SP 15 Cadore-Mare: via Giacomo Matteotti verso sud-ovest (Oderzo)
- SP 38 Francesco Fabbri: via Ortigara verso nord-ovest (Pieve di Soligo)
- SP 47 di Vazzola: via Daniele Manin verso sud (Mareno di Piave, Vazzola)
- SP 103 Monticanello: via Marcorà (Ogliano) verso nord (Vittorio Veneto)
- SP 635 del Passo di San Boldo: via Immacolata di Lourdes verso nord (Tarzo).

### Ferrovie
La stazione di Conegliano, l'unica nel territorio comunale, si trova lungo la ferrovia Venezia-Udine ed è capolinea della ferrovia Conegliano-Ponte nelle Alpi.

### Autobus
Il comune è servito da 4 linee urbane (41, 42, 43, 45), gestite da Mobilità di Marca.
Inoltre, nei pressi della stazione ferroviaria, è presente l’autostazione (sempre di Mobilità di Marca) del servizio extraurbano, che collega la città a Treviso, al Pordenonese e alla Marca orientale.

## Amministrazione

### Sindaci dal 1946
| Nominativo                                           | Nominativo                                        | Partito / Coalizione                              | Periodo                                           | Elezione                                          |
| Sindaci eletti dal Consiglio comunale (1946-1995)    | Sindaci eletti dal Consiglio comunale (1946-1995) | Sindaci eletti dal Consiglio comunale (1946-1995) | Sindaci eletti dal Consiglio comunale (1946-1995) | Sindaci eletti dal Consiglio comunale (1946-1995) |
| ---------------------------------------------------- | ------------------------------------------------- | ------------------------------------------------- | ------------------------------------------------- | ------------------------------------------------- |
|                                                      | Gio Batta Zaina                                   | Democrazia Cristiana                              | 1946                                              | 1946                                              |
|                                                      | Luigi Manzoni                                     | Democrazia Cristiana                              | 1946-1949                                         | (1946)                                            |
|                                                      | Guido Curto                                       | Democrazia Cristiana                              | 1949-1956                                         | (1946)                                            |
| 1951                                                 | Guido Curto                                       | Democrazia Cristiana                              | 1949-1956                                         |                                                   |
|                                                      | Francesco Da Broi                                 | Democrazia Cristiana                              | 1956-1965                                         | 1956                                              |
| 1960                                                 | Francesco Da Broi                                 | Democrazia Cristiana                              | 1956-1965                                         |                                                   |
|                                                      | Mario Salvador                                    | Democrazia Cristiana                              | 1965-1970                                         | 1964                                              |
|                                                      | Umberto Antonello                                 | Democrazia Cristiana                              | 1970-1973                                         | 1970                                              |
|                                                      | Pietro Giubilato                                  | Democrazia Cristiana                              | 1973-1985                                         | (1970)                                            |
| 1975                                                 | Pietro Giubilato                                  | Democrazia Cristiana                              | 1973-1985                                         |                                                   |
| 1980                                                 | Pietro Giubilato                                  | Democrazia Cristiana                              | 1973-1985                                         |                                                   |
|                                                      | Flavio Silvestrin                                 | Democrazia Cristiana                              | 1985-1995                                         | 1985                                              |
| 1990                                                 | Flavio Silvestrin                                 | Democrazia Cristiana                              | 1985-1995                                         |                                                   |
| Sindaci eletti direttamente dai cittadini (dal 1995) |                                                   |                                                   |                                                   |                                                   |
|                                                      | Achille Ghizzo                                    | Lega Nord - LV                                    | 1995-1997                                         | 1995                                              |
|                                                      | Perla Stancari (Commiss. prefettizio)             | -                                                 | 1997-1998                                         | -                                                 |
|                                                      | Floriano Zambon                                   | Centro-destra                                     | 1998-2007                                         | 1998                                              |
| 2002                                                 | Floriano Zambon                                   | Centro-destra                                     | 1998-2007                                         |                                                   |
|                                                      | Alberto Maniero                                   | Centro-destra                                     | 2007-2012                                         | 2007                                              |
|                                                      | Floriano Zambon                                   | Centro-destra                                     | 2012-2017                                         | 2012                                              |
|                                                      | Fabio Chies                                       | Centro-destra                                     | 2017-2020                                         | 2017                                              |
|                                                      | Antonello Roccoberton (Commiss. prefettizio)      | -                                                 | 2020-2021                                         | -                                                 |
|                                                      | Fabio Chies                                       | Centro-destra                                     | 2021-in carica                                    | 2021                                              |

### Gemellaggi
- Brusque, dal 2001
- Rossoš', dal 2003
- Un patto di stretta amicizia lega la città di Conegliano alla città di Garibaldi nello Stato del Rio Grande do Sul del Brasile.

## Sport

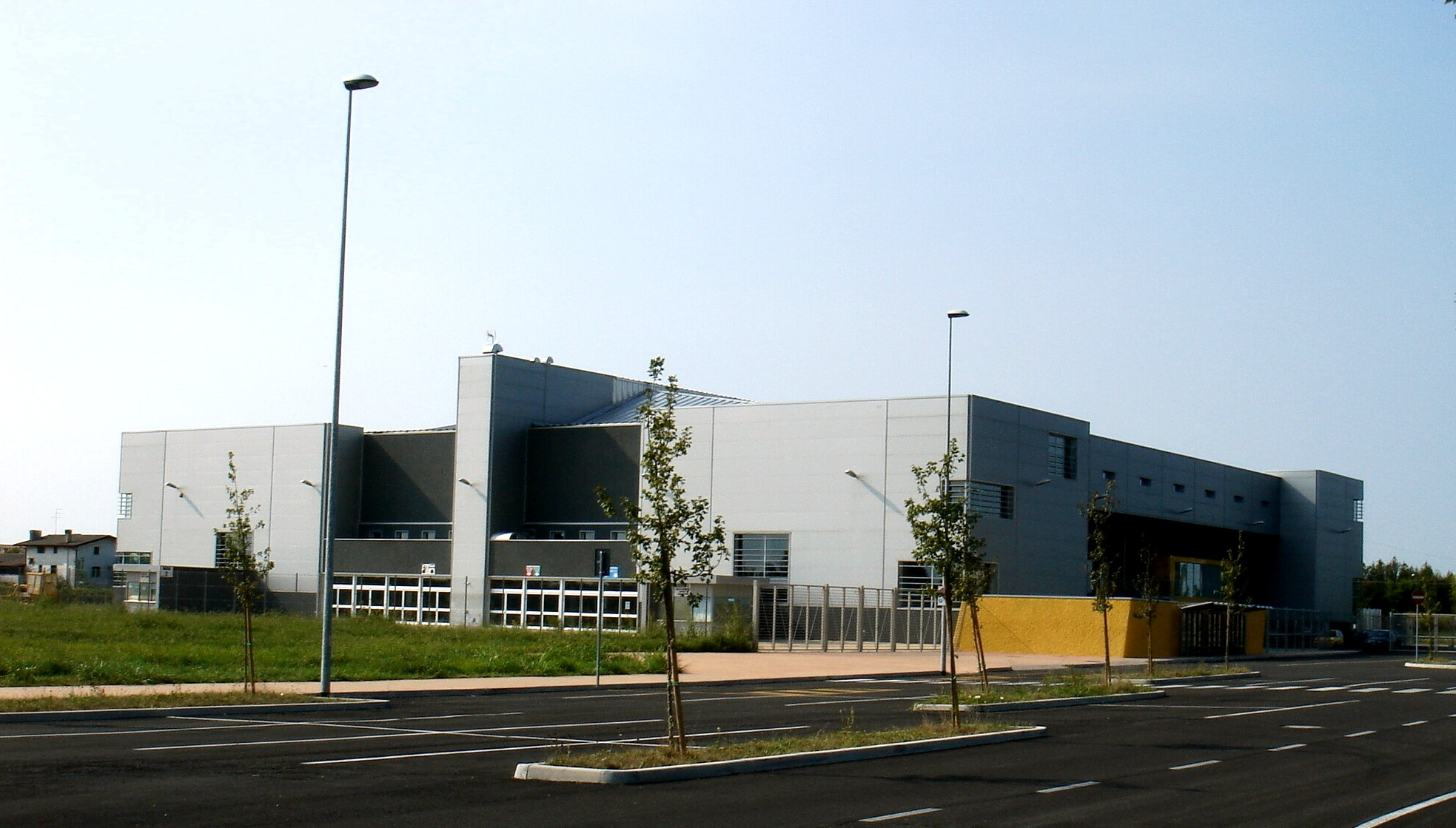
La Zoppas Arena.

### Impianti sportivi
Nel territorio comunale di Conegliano sono presenti diversi impianti sportivi dedicati alla pratica di varie discipline. Tra le strutture principali si annoverano il centro Ranazzurra, specializzato nel nuoto e nel tennis, e il Tennis Club Conegliano. Inoltre, la città ospita la Zoppas Arena, situata nel quartiere Campolongo, una delle strutture sportive più importanti, sede di numerosi eventi sportivi e spettacoli."

### Calcio
La società calcistica della cittadina è il F.C.D. Conegliano 1907, fondata il 25 settembre 1907 (quindi tra le più vecchie del Veneto), che ha disputato 2 campionati di serie C (1946-47 e 1947-48), 5 campionati di serie C2 (1978-83) e 22 campionati di serie D. 

### Pallavolo femminile
L'Imoco Volley Conegliano nasce dopo il fallimento economico della Spes Volley Conegliano che nel campionato 2011/2012 ha ritirato la squadra dal campionato a metà della stagione. L'Imoco Volley milita nel massimo campionato di volley italiano (A1) e gioca presso il Palaverde di Villorba. Ha conquistato nella stagione 2015-2016 il suo primo titolo nazionale. Nella stagione 2016-2017 invece, è riuscita a conquistare la Supercoppa Italiana e la Coppa Italia. .

### Rugby
Esistono inoltre realtà storiche e radicate nel territorio come la società Conegliano Rugby, che ha partecipato nelle stagioni scorse al campionato di serie A e di serie B. Ad oggi mantiene un'attenzione particolare per il settore giovanile e per l'aspetto formativo legato allo sport che ne deriva.

### Judo
Anche il Judo Club Conegliano è una società ormai radicata profondamente nella realtà cittadina, fin dal 1969, gestita dal campione mondiale di judo Bruno Carmeni.

### Baseball
Conegliano vanta tra le varie discipline sportive anche il baseball; dal 1971 infatti esiste nel territorio la società Baseball Club Conegliano militante nel campionato di serie C1. Nella sua storia, il Baseball Conegliano, ha vinto ben 6 titoli di Serie C e un titolo di Campione Italiano Giochi della Gioventù, nel 1976

### Basket
Anche il basket è rappresentato nel territorio con la Vigor Basket società ormai radicata profondamente nella realtà cittadina, fin dai primi anni 80, la cui prima squadra disputa il Campionato Nazionale DNC.

### Ciclismo
Per due volte Conegliano è stata sede di arrivo di una tappa del Giro d'Italia, la prima nel 1977, vinta da Pierino Gavazzi, l'ultima nel 2002 vinta da Mario Cipollini.

### Nuoto
Ha da sempre dato lustro alla città di Conegliano la squadra di Nuoto Ranazzurra, con i propri atleti vincitori ogni anno di titoli italiani, europei e partecipazioni mondiali. Da ricordare tra i tanti Alberto Collodel, Luca Ceschin, Luca Artiglia, Matteo Sech, Marco Pistorello, Gianluca Pase, Eva Bernardi, Giulia Brunetta e Martina Zanardo. Ognuno di loro ha vinto almeno un titolo italiano, e vantano partecipazioni con la Nazionale italiana di nuoto in campionati europei e trofei mondiali.

### Pallavolo maschile
Per la pallavolo maschile, Conegliano milita in Prima Divisione (stagione2024-2025) con la Kastel Conegliano, società nata nel 1970 con il nome di “US MDG”. Nella sua storia la Kastel ha militato anche in serie B.

### Rally
La città ha ospitato anche le edizioni 1984 e 1986 del Rally della Marca, di cui in giugno ospiterà dopo 35 anni l'edizione 2021: la gara sarà valida per il Campionato italiano Wrc.